# The Inner Chamber
The Inner Chamber er en amerikansk stumfilm fra 1921 af Edward José.

## Medvirkende
- Alice Joyce som Claire Robson
- Jane Jennings som  Mrs. Robson
- Pedro de Cordoba som Dr. George Danilo
- Holmes Herbert som Edward J. Wellman
- John Webb Dillon som Sawyer Flint
- Grace Barton som Mrs. Sawyer Flint
- Ida Waterman som Mrs. Finch-Brown
- Josephine Whittell som Nellie McGuire
- Hedda Hopper som Mrs. Candor